# Bernard Wrightson
Bernard Wrightson (n. 25 iunie 1944, Phoenix, Arizona, SUA) este un săritor în apă ce a reprezentat Statele Unite ale Americii, medaliat olimpic. A participat la o ediție a Jocurilor Olimpice (1968) în care a câștigat o medalie de aur.

## Participări
Lista de mai jos prezintă principalele competiții la care a participat Bernard Wrightson de-a lungul carierei.
- diving at the 1968 Summer Olympics – men's 3 metre springboard[*]